# Olympiad Cờ vua

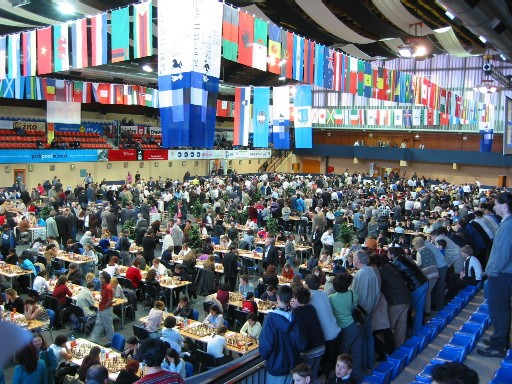
Olympiad Cờ vua thứ 35, Bled 2002

Olympiad Cờ vua là một giải đấu cờ vua đồng đội mà các đội tham dự đến từ khắp thế giới. Sự kiện này được tổ chức 2 năm một lần bởi FIDE. FIDE cũng chọn nước chủ nhà cho từng năm.
Tên gọi "Olympiad cờ vua" (tiếng Anh: Chess Olympiad) cho giải vô địch đồng đội của FIDE có nguồn gốc lịch sử và hàm ý rằng không có mối liên hệ nào với Thế vận hội Olympic.

## Sự ra đời của Olympiad Cờ vua
Olympiad đầu tiên là không chính thức. Nỗ lực để cờ vua trở thành một môn thể thao trong Thế vận hội Mùa hè 1924 tại Paris đã thất bại do có sự phân biệt giữa kỳ thủ nghiệp dư và kỳ thủ chuyên nghiệp

Do đó, khi Thế vận hội Mùa hè 1924 diễn ra ở Paris, Olympiad Cờ vua 1924 (không chính thức) đầu tiên cũng diễn ra tại Paris. FIDE được thành lập vào Chủ nhật, ngày 20 tháng 7, năm 1924, ngày bế mạc của Olympiad Cờ vua 1924 (không chính thức) lần thứ nhất. FIDE tổ chức kỳ Olympiad chính thức đầu tiên năm 1927 tại London. Olympiad được tổ chức định kì nhưng bị gián đoạn bởi Chiến tranh Thế giới II. Từ 1950, các kỳ Olympiad được tổ chức 2 năm một lần.
|  |  |

## Môn thể thao được công nhận
Cờ vua được công nhận là một môn thể thao bởi Ủy ban Olympic Quốc tế (IOC); đến tháng 6 năm 1999, FIDE được công nhận là Liên đoàn Thể thao Quốc tế
Là một thành viên của IOC, FIDE tuân thủ tuyệt đối theo nhưng quy định, bao gồm, việc kiểm tra doping Điều này đã gây nên một sự tranh cãi trong giới chuyên môn cờ vua. Viễn cảnh cờ vua trở thành một môn thể thao thi đấu chính thức của Olympic vẫn là chưa rõ ràng. Vì thế, Olympiad Cờ vua không liên quan gì đến Olympic.

## Thi đấu
Mỗi thành viên của FIDE có thể tham gia một đội để thi đấu Olympiad. Mỗi đội gồm 5 kỳ thủ, 4 kỳ thủ chính thức và 1 dự bị (trước Olympiad Cờ vua 2008 tại Dresden, có 2 kỳ thủ dự bị). Ban đầu mỗi đội đấu vòng tròn với các đội khác. Tuy nhiên, ngày càng có nhiều đội tham gia giải đấu nên điều này là không khả thi. Ban đầu, các đội được xếp hạng hạt giống sẽ thi đấu trước. Nhưng điều này có một số mặt hạn chế và đến năm 1976, hệ Thụy Sĩ được áp dụng.
Cúp cho đội giành chiến thắng là Cúp Hamilton-Russell, được nhà tài phiệt Frederick Hamilton-Russel đề nghị như một giải thưởng cho Olympiad Cờ vua thứ nhất tại London 1927. Cúp được giữ bởi đội chiến thắng cho đến giải đấu lần sau, khi nó được giao lại cho nhà vô địch mới. Cúp cho đôi nữ chiến thắng Olympiad Cờ vua Nữ là Cúp Vera-Menchik.
Olympiad Cờ vua thứ 39 được tổ chức tại Khanty-Mansiysk, Nga. Olympiad Cờ vua thứ 40 được tổ chức tại Istanbul, Thổ Nhĩ Kỳ và Olympiad Cờ vua thứ 41 sẽ được tổ chức ở Tromsø, Na Uy.

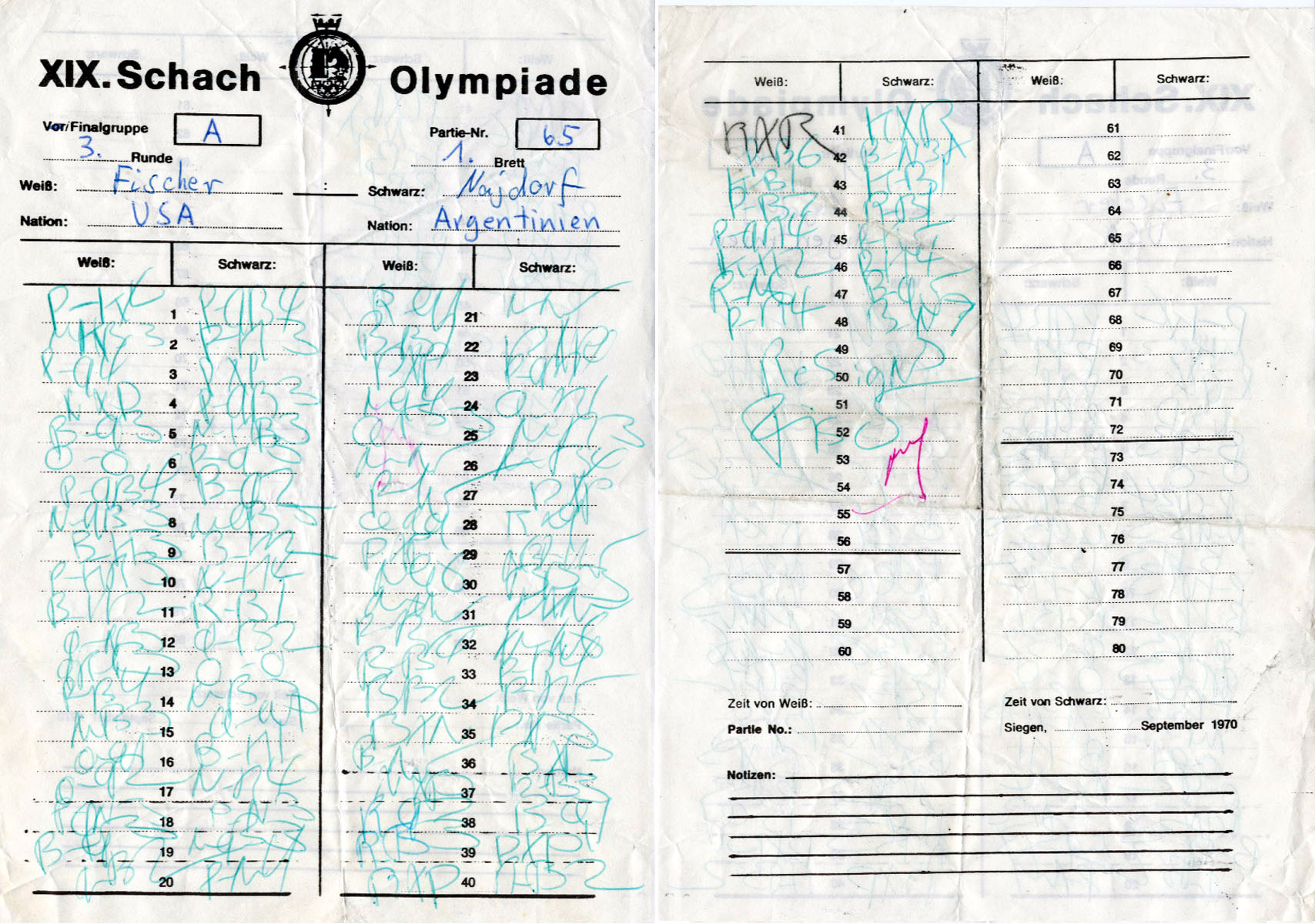
Biên bản thi đấu của Bobby Fischer tại vòng 3 trước Miguel Najdorf ở Olympiad Cờ vua 1970

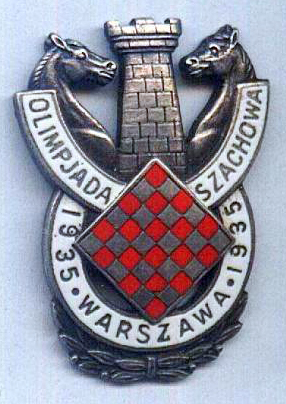
Biểu tượng của Olympiad Cờ vua thứ 6 tại Warsaw 1935, được thiết kế bở Jerzy Steifer

## Kết quả Olympiad
| Năm  | Sự kiện                                                                        | Chủ nhà                   | Huy chương vàng (Số điểm) | Huy chương bạc (Số điểm) | Huy chương đồng (Số điểm) |
| ---- | ------------------------------------------------------------------------------ | ------------------------- | ------------------------- | ------------------------ | ------------------------- |
| 1924 | Olympiad Cờ vua thứ 1 (không chính thức) Giải đấu cá nhân                      | Paris, Pháp               | Tiệp Khắc 31              | Hungary 30               | Thụy Sĩ 29                |
| 1926 | Olympiad Cờ vua thứ 2 (không chính thức) Giải đấu đồng đội                     | Budapest, Hungary         | Hungary 9                 | Vương quốc Nam Tư 8      | Romania 5                 |
| 1927 | Olympiad Cờ vua thứ 1                                                          | Luân Đôn, Liên hiệp Anh   | Hungary 40                | Đan Mạch 38½             | Anh 36½                   |
| 1928 | Olympiad Cờ vua thứ 2                                                          | The Hague, Hà Lan         | Hungary                   | Hoa Kỳ 39½               | Ba Lan 37                 |
| 1930 | Olympiad Cờ vua thứ 3                                                          | Hamburg, Đức              | Ba Lan 48½                | Hungary 47               | Đức 44½                   |
| 1931 | Olympiad Cờ vua thứ 4                                                          | Prague, Tiệp Khắc         | Hoa Kỳ 48                 | Ba Lan 47                | Tiệp Khắc 46½             |
| 1933 | Olympiad Cờ vua thứ 5                                                          | Folkestone, Liên hiệp Anh | Hoa Kỳ 39                 | Tiệp Khắc 37½            | Thụy Điển 34              |
| 1935 | Olympiad Cờ vua thứ 6                                                          | Warsaw, Ba Lan            | Hoa Kỳ 54                 | Thụy Điển 52½            | Ba Lan 52                 |
| 1936 | Olympiad Cờ vua thứ 3 (không chính thức) Olympiad Cờ vua không do FIDE tổ chức | Munich, Đức               | Hungary 110½              | Ba Lan 108               | Đức 106½                  |
| 1937 | Olympiad Cờ vua thứ 7                                                          | Stockholm, Thụy Điển      | Hoa Kỳ 54½                | Hungary 48½              | Ba Lan 47                 |
| 1939 | Olympiad Cờ vua thứ 8                                                          | Buenos Aires, Argentina   | Đức 36                    | Ba Lan 35½               | Estonia 33½               |
| 1950 | Olympiad Cờ vua thứ 9                                                          | Dubrovnik, Nam Tư         | Nam Tư 45½                | Argentina 43½            | Tây Đức 40½               |
| 1952 | Olympiad Cờ vua thứ 10                                                         | Helsinki, Phần Lan        | Liên Xô 21                | Argentina 19½            | Nam Tư 19                 |
| 1954 | Olympiad Cờ vua thứ 11                                                         | Amsterdam, Hà Lan         | Liên Xô 34                | Argentina 27             | Nam Tư 26½                |
| 1956 | Olympiad Cờ vua thứ 12                                                         | Moscow, Liên Xô           | Liên Xô 31                | Nam Tư 26½               | Hungary 26½               |
| 1958 | Olympiad Cờ vua thứ 13                                                         | Munich, Tây Đức           | Liên Xô 34½               | Nam Tư 29                | Argentina 25½             |
| 1960 | Olympiad Cờ vua thứ 14                                                         | Leipzig, Đông Đức         | Liên Xô 34                | Hoa Kỳ 29                | Nam Tư 27                 |
| 1962 | Olympiad Cờ vua thứ 15                                                         | Varna, Bulgaria           | Liên Xô 31½               | Nam Tư 28                | Argentina 26              |
| 1964 | Olympiad Cờ vua thứ 16                                                         | Tel Aviv, Israel          | Liên Xô 36½               | Nam Tư 32                | Tây Đức 30½               |
| 1966 | Olympiad Cờ vua thứ 17                                                         | La Habana, Cuba           | Liên Xô 39½               | Hoa Kỳ 34½               | Hungary 33½               |
| 1968 | Olympiad Cờ vua thứ 18                                                         | Lugano, Thụy Sĩ           | Liên Xô 39½               | Nam Tư 31                | Bulgaria 30               |
| 1970 | Olympiad Cờ vua thứ 19                                                         | Siegen, Tây Đức           | Liên Xô 27½               | Hungary 26½              | Nam Tư 26                 |
| 1972 | Olympiad Cờ vua thứ 20                                                         | Skopje, Nam Tư            | Liên Xô 42                | Hungary 40½              | Nam Tư 38                 |
| 1974 | Olympiad Cờ vua thứ 21                                                         | Nice, Pháp                | Liên Xô 46                | Nam Tư 37½               | Hoa Kỳ 36½                |
| 1976 | Olympiad Cờ vua thứ 22 *                                                       | Haifa, Israel             | Hoa Kỳ 37                 | Hà Lan 36½               | Anh 35½                   |
| 1978 | Olympiad Cờ vua thứ 23                                                         | Buenos Aires, Argentina   | Hungary 37                | Liên Xô 36               | Hoa Kỳ 35                 |
| 1980 | Olympiad Cờ vua thứ 24                                                         | Valletta, Malta           | Liên Xô 39                | Hungary 39               | Hoa Kỳ 35                 |
| 1982 | Olympiad Cờ vua thứ 25                                                         | Lucerne, Thụy Sĩ          | Liên Xô 42½               | Tiệp Khắc 36             | Hoa Kỳ 35                 |
| 1984 | Olympiad Cờ vua thứ 26                                                         | Thessaloniki, Hy Lạp      | Liên Xô 41                | Anh 37                   | Hoa Kỳ 35                 |
| 1986 | Olympiad Cờ vua thứ 27                                                         | Dubai, UAE                | Liên Xô 40                | Anh 39                   | Hoa Kỳ 38                 |
| 1988 | Olympiad Cờ vua thứ 28                                                         | Thessaloniki, Hy Lạp      | Liên Xô 40½               | Anh 34½                  | Hà Lan 34½                |
| 1990 | Olympiad Cờ vua thứ 29                                                         | Novi Sad, Nam Tư          | Liên Xô 39                | Hoa Kỳ 35½               | Anh 35½                   |
| 1992 | Olympiad Cờ vua thứ 30                                                         | Manila, Philippines       | Nga 39                    | Uzbekistan 35            | Armenia 34½               |
| 1994 | Olympiad Cờ vua thứ 31                                                         | Moscow, Nga               | Nga 37½                   | Bosnia và Herzegovina 35 | Nga "B" 34½               |
| 1996 | Olympiad Cờ vua thứ 32                                                         | Yerevan, Armenia          | Nga 38½                   | Ukraine 35               | Hoa Kỳ 34                 |
| 1998 | Olympiad Cờ vua thứ 33                                                         | Elista, Nga               | Nga 35½                   | Hoa Kỳ 34½               | Ukraine 32½               |
| 2000 | Olympiad Cờ vua thứ 34                                                         | Istanbul, Thổ Nhĩ Kỳ      | Nga 38                    | Đức 37                   | Ukraine 35½               |
| 2002 | Olympiad Cờ vua thứ 35                                                         | Bled, Slovenia            | Nga 38½                   | Hungary 37½              | Armenia 35                |
| 2004 | Olympiad Cờ vua thứ 36                                                         | Calviá, Tây Ban Nha       | Ukraine 39½               | Nga 36½                  | Armenia 36½               |
| 2006 | Olympiad Cờ vua thứ 37                                                         | Turin, Ý                  | Armenia 36                | Trung Quốc 34            | Hoa Kỳ 33                 |
| 2008 | Olympiad Cờ vua thứ 38                                                         | Dresden, Đức              | Armenia 19                | Israel 18                | Hoa Kỳ 17                 |
| 2010 | Olympiad Cờ vua thứ 39                                                         | Khanty-Mansiysk, Nga      | Ukraine 19                | Nga 18                   | Israel 17                 |
| 2012 | Olympiad Cờ vua thứ 40                                                         | Istanbul, Thổ Nhĩ Kỳ      | Armenia 19                | Nga 19                   | Ukraine 18                |
| 2014 | Olympiad Cờ vua thứ 41                                                         | Tromsø, Na Uy             | Trung Quốc 19             | Hungary 17               | Ấn Độ 17                  |
| 2016 | Olympiad Cờ vua thứ 42                                                         | Baku, Azerbaijan          | Hoa Kỳ 20                 | Ukraine 20               | Nga 18                    |
|      |                                                                                |                           |                           |                          |                           |
|      |                                                                                |                           |                           |                          |                           |

* Năm 1976, Liên Xô và các nước Xã hội chủ nghĩa không tham gia vì lý do chính trị.

## Xếp hạng các đội
Tính tổng số huy chương mà mỗi đội giành được qua tất cả các kỳ Olympiad.
| #  | Quốc gia             | Vàng | Bạc | Đồng | Tổng |
| -- | -------------------- | ---- | --- | ---- | ---- |
| 1  | Liên Xô              | 18   | 1   | 0    | 19   |
| 2  | Nga                  | 6    | 3   | 1    | 10   |
| 3  | Hoa Kỳ               | 5    | 5   | 9    | 19   |
| 4  | Hungary              | 3    | 6   | 2    | 11   |
| 5  | Armenia              | 3    | 0   | 3    | 6    |
| 6  | Ukraina              | 2    | 1   | 3    | 6    |
| 7  | Nam Tư               | 1    | 6   | 5    | 12   |
| 8  | Ba Lan               | 1    | 2   | 3    | 6    |
| 9  | Đức*                 | 1    | 1   | 3    | 5    |
| 10 | Trung Quốc           | 1    | 0   | 0    | 1    |
| 11 | Anh                  | 0    | 3   | 3    | 6    |
| 12 | Argentina            | 0    | 3   | 2    | 5    |
| 13 | Tiệp Khắc            | 0    | 2   | 1    | 3    |
| 14 | Hà Lan               | 0    | 1   | 1    | 2    |
| 14 | Thụy Điển            | 0    | 1   | 1    | 2    |
| 14 | Israel               | 0    | 1   | 1    | 2    |
| 17 | Bosna và Hercegovina | 0    | 1   | 0    | 1    |
| 17 | Đan Mạch             | 0    | 1   | 0    | 1    |
| 17 | Uzbekistan           | 0    | 1   | 0    | 1    |
| 20 | Bulgaria             | 0    | 0   | 1    | 1    |
| 20 | Estonia              | 0    | 0   | 1    | 1    |

- Tính cả Đông Đức và Tây Đức.

## Kết quả cá nhân
Các kết quả cá nhân xuất sắc nhất:

| #  | Kỳ thủ             | Quốc gia    | Olymp. | Trận | Thắng | Hòa | Thua | %    | Huy chương |
| -- | ------------------ | ----------- | ------ | ---- | ----- | --- | ---- | ---- | ---------- |
| 1  | Tigran Petrosian   | Liên Xô     | 10     | 129  | 78    | 50  | 1    | 81.4 | 6 - 0 - 0  |
| 2  | Mikhail Tal        | Liên Xô     | 8      | 101  | 65    | 34  | 2    | 81.2 | 5 - 2 - 0  |
| 3  | Anatoly Karpov     | Liên Xô     | 6      | 68   | 43    | 23  | 2    | 80.1 | 3 - 2 - 0  |
| 4  | Isaac Kashdan      | Hoa Kỳ      | 5      | 79   | 52    | 22  | 5    | 79.7 | 2 - 1 - 2  |
| 5  | Vassily Smyslov    | Liên Xô     | 9      | 113  | 69    | 42  | 2    | 79.6 | 4 - 2 - 2  |
| 6  | David Bronstein    | Liên Xô     | 4      | 49   | 30    | 18  | 1    | 79.6 | 3 - 1 - 0  |
| 7  | Garry Kasparov     | Liên Xô (1) | 8      | 82   | 50    | 29  | 3    | 78.7 | 7 - 2 - 2  |
| 8  | Alexander Alekhine | Pháp        | 5      | 72   | 43    | 27  | 2    | 78.5 | 2 - 2 - 0  |
| 9  | Milan Matulović    | Nam Tư      | 6      | 78   | 46    | 28  | 4    | 76.9 | 1 - 2 - 0  |
| 10 | Paul Keres         | Liên Xô (2) | 10     | 141  | 85    | 44  | 12   | 75.9 | 5 - 1 - 1  |
| 11 | Efim Geller        | Liên Xô     | 7      | 76   | 46    | 23  | 7    | 75.6 | 3 - 3 - 0  |
| 12 | James Tarjan       | Hoa Kỳ      | 5      | 51   | 32    | 13  | 6    | 75.5 | 2 - 1 - 0  |
| 13 | Bobby Fischer      | Hoa Kỳ      | 4      | 65   | 40    | 18  | 7    | 75.4 | 0 - 2 - 1  |
| 14 | Mikhail Botvinnik  | Liên Xô     | 6      | 73   | 39    | 31  | 3    | 74.7 | 2 - 1 - 2  |
| 15 | Salo Flohr         | Tiệp Khắc   | 7      | 82   | 46    | 28  | 8    | 73.2 | 2 - 1 - 1  |

CHÚ Ý:

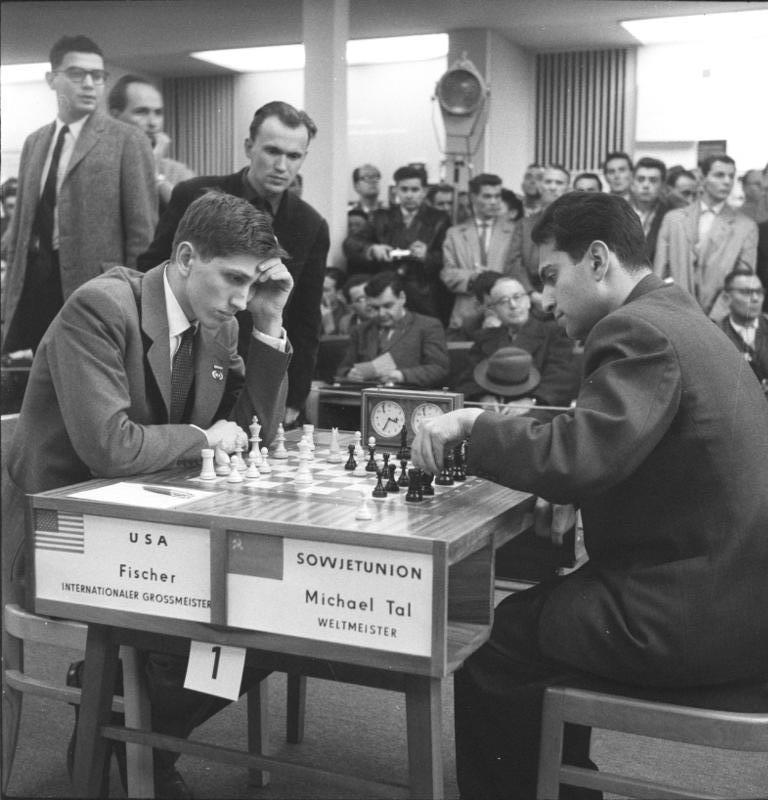
Fischer và Tal tại Olympiad Cờ vua 1960

- Chỉ những kỳ thủ tham dự Olympiad ít nhất 4 lần mới được tính trong danh sách này.
- Chỉ tính huy chương cá nhân của các kỳ thủ, theo thứ tự vàng - bạc - đồng.
- (1) Kasparov tham dự 4 kỳ Olympiad đầu cho Liên Xô, còn lại cho Nga. 4 huy chương vàng là do có hiệu suất thi đấu (lần đầu được giới thiệu ở Thessaloniki 1984) cao nhất, 3 huy chương vàng còn lại là do số điểm giành được nhiều nhất tại bàn 1.
- (2) Keres tham dự 3 kỳ Olympiad đầu cho Estonia, còn lại cho Liên Xô.